# Nick Harkaway

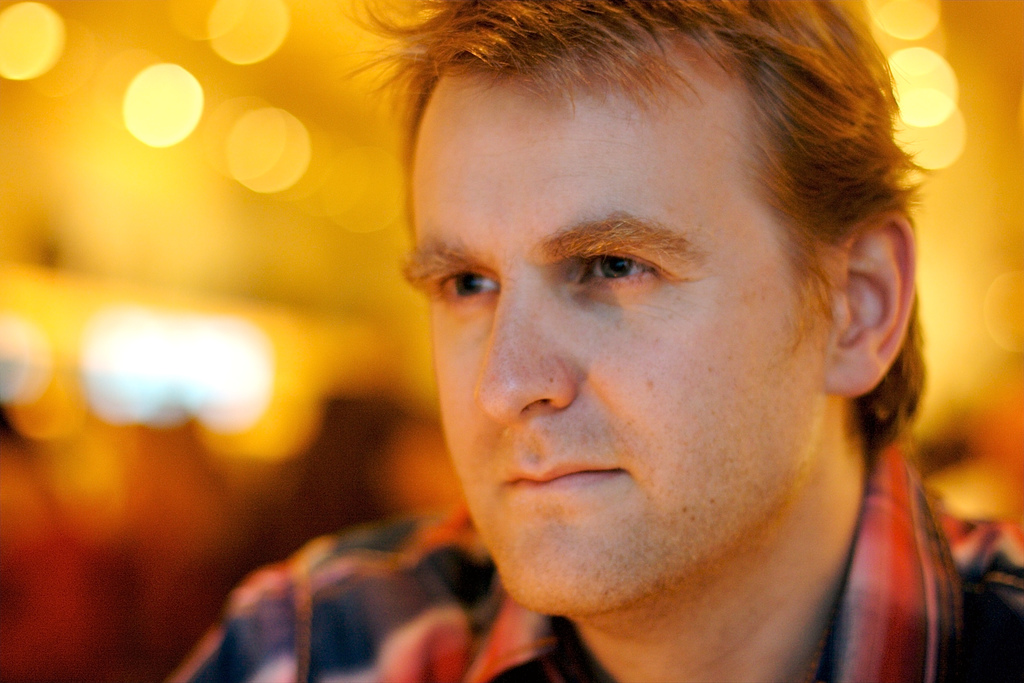
Nick Harkaway, 2008

Nick Harkaway (eigentlich Nicholas Cornwell, * 1972 in Cornwall, England) ist ein englischer Schriftsteller. Er ist der vierte Sohn des Autors John le Carré. Sein Pseudonym wählte er nach einer Serie von Abenteuerromanen (Jack Harkaway and his son's adventures in Australia von Bracebridge Hemyng). Er schreibt auch Romane unter dem Pseudonym Aidan Truhen.
Nick Harkaway studierte Philosophie, Soziologie und Politik am Clare College in Cambridge. Anschließend arbeitete er in der Filmindustrie, bevor er 2008 bei einem Vorabhonorar von £300.000 mit seinem vielbeachteten ersten Roman Die gelöschte Welt als Schriftsteller in Erscheinung trat. Sein Roman wurde 2009 für einen Locus Award in der Kategorie Erstlingsroman und für einen British Science Fiction Association Award in der Kategorie Roman nominiert. Kritiker verglichen ihn mit Kurt Vonnegut und Thomas Pynchon.
Am 2. Februar 2012 erschien sein zweiter Roman Angelmaker. Im selben Jahr folgte mit  The Blind Giant: Being Human in a Digital World sein erstes nicht-fiktionales Buch.
Im Oktober 2024 erschien mit Karla’s Choice (deutsch: Smiley) ein Spionage-Thriller. Der Roman lässt die Figur des George Smiley wieder aufleben und fügt sich in die fiktive Agentenwelt des Kalten Krieges ein, die sein Vater mit The Spy Who Came in from the Cold erschuf.
Harkaway lebt mit seiner Frau Clare in London.

## Werke
- The Gone-Away World. Heinemann 2008, dt. Die gelöschte Welt, Piper 2009, ISBN 978-3-492-26704-5
- Angelmaker. Heinemann 2012, ISBN 978-0-434-02094-2, dt. Der goldene Schwarm, Knaus 2014, ISBN 978-3-8135-0534-4
- The Blind Giant: Being Human in a Digital World. Murray 2012, ISBN 978-1-848-54641-7
- Tigerman. Heinemann 2015, dt. Tigerman, Knaus 2015, ISBN 978-3813506709
- Gnommon. Heinemann 2017.
- The Price You Pay (als Aidan Truhen). Profile Books 2018, dt. Fuck You Very Much, Suhrkamp 2018, ISBN 978-3-518-46865-4.
- Seven Demons (als Aidan Truhen). Vintage Books 2021.
- Karla’s Choice, Viking Penguin 2024,  ISBN 978-0593833490, dt. von Peter Torberg: Smiley, Ullstein 2025, ISBN 978-3-550-20308-4.